# 2007 CX79
2007 CX79, também escrito como 2007 CX79, é um objeto transnetuniano que está localizado no Cinturão de Kuiper, uma região do Sistema Solar. Este corpo celeste é classificado como um provável cubewano. Ele possui uma magnitude absoluta de 8,1 e tem um diâmetro estimado com 106 km.

## Descoberta
2007 CX79 foi descoberto no dia 19 de janeiro de 2007 pelos astrônomos P. A. Wiegert e A. Papadimos.

## Órbita
A órbita de 2007 CX79 tem uma excentricidade de 0,080 e possui um semieixo maior de 44,615 UA. O seu periélio leva o mesmo a uma distância de 41,062 UA em relação ao Sol e seu afélio a 48,167 UA.